# Herd of Instinct
| Recensione     | Giudizio |
| -------------- | -------- |
| AllMusic       |          |
| Piero Scaruffi |          |

Herd of Instinct è il primo album in studio del gruppo musicale britannico .O.rang (reso graficamente come 'O'Rang), pubblicato nel 1994.

## Tracce
1. Orang – 10:08
2. Little Brother – 9:27
3. Mind on Pleasure – 6:19
4. All Change – 2:55
5. Anaon, the Oasis – 8:59
6. Loaded Values – 8:17
7. Nahoojek ~ Fogou – 8:42